# Zalesie (gmina Chynów)
Zalesie – wieś w Polsce, położona w województwie mazowieckim, w powiecie grójeckim, w gminie Chynów.
W skład sołectwa Zalesie wchodzi także wieś Zadębie.
W latach 1975–1998 miejscowość należała administracyjnie do województwa radomskiego.